# Robert Hofstadter
Robert Hofstadter (ur. 5 lutego 1915 w Nowym Jorku, zm. 17 listopada 1990 w Stanford) – amerykański fizyk, laureat Nagrody Nobla w dziedzinie fizyki w roku 1961 za pionierskie badania rozpraszania elektronu w jądrach atomowych i dokonane na tej drodze odkrycia związane ze strukturą nukleonów.

## Życiorys
W latach 1946–1950 pracownik Uniwersytetu w Princeton, następnie w latach 1950–1985 pracował w Uniwersytecie w Stanford. Od 1958 roku członek Narodowej Akademii Nauk w Waszyngtonie. Jego prace dotyczyły fizyki jądrowej. W 1948 roku skonstruował licznik scyntylacyjny do rejestracji promieniowania gamma, a następnie wiele liczników do rejestracji neutronów i promieniowania X. Badał rozproszenie elektronów o energii ok. 900 MeV na jądrach atomowych. Uzyskał w ten sposób ważne dane o strukturze wewnętrznej nukleonów, za co w 1961 roku otrzymał Nagrodę Nobla (niezależnie od Rudolfa Mößbauera).
Urodził się w żydowskiej rodzinie; syn polskich emigrantów.
Ojciec Douglasa Hofstadtera, zdobywcy Nagrody Pulitzera w kategorii literatury faktu.